# زمین‌لرزه ۲۰۱۱ اریتره-اتیوپی
زمین‌لرزه اریتره-اتیوپی  در تاریخ ۱۲ ژوئن ۲۰۱۱ میلادی، برابر با ‎۲۲ خرداد ۱۳۹۰، ساعت ۲۱:۰۳:۲۳٫۰ به زمان یوتی‌سی در اریتره رخ داد.ژرفای این زلزله ۹٫۹ کیلومتر بود. بزرگی آن ۵٫۷ در مقیاس بدست آمده‌است.
بیشینهٔ شدت آن در مقیاس مرکالی، VII اعلام شده‌است.
پروژهٔ جهانی تنسور گشتاور مرکزوار پارامتر زمان مرکزوار زمین‌لرزه را با اختلاف ۲٫۴ ثانیه نسبت به زمان رخداد اشاره شده در بالا و مختصات مرکزوار را در ۱۳°۳۲′شمالی ۴۱°۵۵′شرقی / ۱۳٫۵۴°شمالی ۴۱٫۹۱°شرقی محاسبه کرد و همچنین، ژرفا در ۱۲٫۰ کیلومتر ثابت شده‌است. در این محاسبات زاویه‌های (راستا، شیب، ریک) گسل سازندهٔ زمین‌لرزه و صفحه عمود بر آن برابر با (°۱۲۳، °۴۴، ° -۷۵) یا (°۲۸۲، °۴۸، °-۱۰۴) حاصل شده‌است.